# Enrique Meza
Enrique Meza Enríquez (* 3. März 1948 in Mexiko-Stadt), auch bekannt unter dem Spitznamen Ojitos (deutsch: Äuglein) ist ein mexikanischer Fußballtrainer und ehemaliger Fußballtorwart.

## Karriere

### Spieler
Während seiner aktiven Zeit als Torhüter stand Meza die meiste Zeit bei seinem Heimatverein Cruz Azul unter Vertrag und erlebte somit die erfolgreichste Epoche in dessen Vereinsgeschichte hautnah mit. Allerdings gehörte er über weite Strecken nicht zur Stammelf, da er meist nur als Ersatzmann für den Argentinier Miguel Marín fungierte und daher nur selten zum Einsatz kam. Meza wechselte später zu den UANL Tigres, bei denen er seine aktive Karriere 1980 ausklingen ließ.

### Trainer
Enrique Meza trainierte verschiedene mexikanische Vereinsmannschaften und ebenso die Nationalmannschaft. Mit vier Meistertiteln und drei internationalen Titelgewinnen gehört er zu den erfolgreichsten Trainern Mexikos.
Als Meza am 9. Januar 1983 sein Trainerdebüt bei Cruz Azul gab, ersetzte er als bisheriger Co-Trainer ausgerechnet den für ihn während seiner aktiven Spielerkarriere unüberwindbaren Ex-Torhüter Miguel Marín, der wegen Tätlichkeit gegenüber einem Schiedsrichter für ein Jahr gesperrt worden war. Unter seiner Regentschaft blieb die Mannschaft allerdings hinter den Erwartungen zurück, so dass Meza bald in die Nachwuchsabteilung des Vereins versetzt wurde.
1992 wurde Meza erneut als Cheftrainer bei Cruz Azul verpflichtet. Diesmal hatte er mehr Erfolg und erreichte mit der Mannschaft sogar die Finalspiele 1994, die aber gegen Necaxa verloren wurden. Nach einer Zwischenstation bei Monarcas Morelia kam er zu Saisonbeginn 1996/97 zu den Toros Neza, die er einen attraktiven Offensivfußball praktizieren ließ, der die Toros mit 70 erzielten Toren zur treffsichersten Mannschaft machte. Als Folge ihrer offensiven Qualitäten erreichten die Toros das Halbfinale der Apertura 1996 sowie das Finale der Clausura 1997.
Für die nächste Saison 1997/98 wechselte Meza zu Deportivo Toluca, dessen Mannschaft er in den folgenden drei Jahren dreimal zur Meisterschaft führte.
Zum Saisonende 1999/00 beendete er sein Engagement in Toluca, um die Nationalmannschaft zu trainieren. Seinem Länderspieldebüt gegen Ecuador (2:0) am 20. September 2000 folgten Siege gegen Bolivien (1:0) und Trinidad (7:0). Doch von da an ging es bergab. In den folgenden 16 Spielen, in denen er „el tri“ betreute, gab es nur noch zwei Siege (4:0 gegen Jamaika und 1:0 gegen Polen), aber elf Niederlagen. Nach einem misslungenen Start in die Finalgruppe der CONCACAF-Qualifikationsrunde zur WM 2002 mit nur einem Sieg, einem Remis und drei Niederlagen, wurde Meza unmittelbar nach der Niederlage in Honduras (1:3) durch Javier Aguirre ersetzt, der die Nationalmannschaft in den letzten fünf Spielen zu vier Siegen und einem Remis führte, so dass die Mexikaner sich doch noch für die WM qualifizierten.
Nach seinem Misserfolg bei der Nationalmannschaft war Meza wieder als Vereinstrainer aktiv, hatte jedoch weder bei Atlas Guadalajara noch bei Cruz Azul oder Toluca den gewünschten Erfolg.
Seine Verpflichtung beim CF Pachuca zu Beginn der Saison 2006/07 leitete die zweite große Epoche seiner Karriere ein: Meza führte die Mannschaft auf Anhieb zum Gewinn der Copa Sudamericana 2006 (dem ersten Erfolg einer mexikanischen Vereinsmannschaft im Zuständigkeitsbereich der CONMEBOL!) und ins Halbfinale um die mexikanische Meisterschaft, wo seine neue Mannschaft ausgerechnet gegen seinen Ex-Verein Toluca verlor. In der Clausura 2007 führte er Pachuca zum zweiten Titelgewinn im CONCACAF Champions’ Cup und zur fünften Meisterschaft. 2008 konnte der Titel im Champions’ Cup verteidigt werden. In der Clausura 2009 konnte Pachuca unter seiner Leitung noch einmal die Finalspiele in der einheimischen Meisterschaft erreichen, unterlag jedoch gegen die UNAM Pumas.
Im Juni 2009 beendete Meza sein Engagement bei Pachuca, um – zum nunmehr insgesamt schon vierten Mal (!) – das Traineramt bei seinem „Herzensverein“ Cruz Azul zu übernehmen. Nebenbei betreute er nach dem Rücktritt von Javier Aguirre zum 30. Juni 2010 zusammen mit Efraín Flores als Interimstrainer die mexikanische Nationalmannschaft, bis am 19. Oktober 2010 mit José Manuel de la Torre ein neuer Nationaltrainer berufen wurde.

## Erfolge
- Mexikanischer Meister: Verano 1998, Verano 1999, Verano 2000 (alle mit Toluca), Clausura 2007 (mit Pachuca)
- CONCACAF Champions’ Cup: 2007, 2008
- Copa Sudamericana: 2006